# Hédyote
Hedyotis
Genre
Hedyotis est un genre de plantes à fleurs de la famille des Rubiaceae.

## Liste d'espèces
- Hedyotis albidopunctata
- Hedyotis biflora
- Hedyotis diffusa
- Hedyotis lawsoniae
- Hedyotis lessertiana
- Hedyotis purpurea
- Hedyotis strigulosa
- Hedyotis verticillaris

Selon ITIS (29 juillet 2022) :
- Hedyotis foetida (G. Forst.) Sm.
- Hedyotis fruticulosa (Volkens) Merr.
- Hedyotis megalantha Merr.
- Hedyotis ponapensis (Valeton) Kaneh.
- Hedyotis rigida Fosberg
- Hedyotis scabridifolia Kaneh.